# Albert Müller (Fußballspieler)
Albert Müller (* 6. Mai 1947 in Bubach-Calmesweiler) ist ein ehemaliger deutscher Fußballspieler und -trainer.

## Karriere

### Als Fußballspieler
Müller begann mit dem Fußballspielen bei seinem Heimatverein SV Bubach Calmesweiler. Der spätere Bundestrainer Jupp Derwall entdeckte ihn für die Saar-Auswahl. Ab 1971 spielte er dann beim FC 08 Homburg in der Fußball-Regionalliga Südwest. Er debütierte unter Trainer Kurt Sommerlatt am vierten Spieltag, den 3. September 1971, beim 0:0-Heimremis gegen den FK Pirmasens in der damals zweitklassigen Regionalliga. Er wurde in der 64. Spielminute für Otto Geisert eingewechselt. In seinem zweiten Spieljahr im Waldstadion, 1972/73, begann ab November 1972 das Trainerengagement von Uwe Klimaschefski in Homburg. Klimaschefski hatte Radoslav Momirski als Nachfolger von Sommerlatt abgelöst. Besondere Aufmerksamkeit kommt daneben in dieser Saison dem mit 8:6 Toren erfolgten Auswärtserfolg beim SV Alsenborn am 18. Februar 1973 zu. Im letzten Jahr des alten Systems des Bundesligaunterbaus durch die Regionalliga, 1973/74, schiebt sich das Team von Albert Müller erstmals in die Tabellenspitze und belegt hinter den zwei Ex-Bundesligisten Borussia Neunkirchen und dem 1. FC Saarbrücken den dritten Rang. Insgesamt absolviert der im Mittelfeld, insbesondere aber als offensiver Außenverteidiger agierende Müller, in der Regionalliga Südwest von 1971 bis 1974 für den FCH 77 Spiele.
Die Mannschaft des 1. Vorsitzenden Udo Geitlinger qualifizierte sich zur Runde 1974/75 für das Debütjahr der 2. Bundesliga. Spielführer Albert Müller absolvierte 37 der 38 Rundenspiele und die Saarländer belegten den 14. Rang. Eine bessere Platzierung machte die negative 6:32 Punktebilanz in den Auswärtsspielen zunichte. Der neue Trainer Herbert Wenz wurde bereits im September 1974 von dem Rückkehrer Klimaschefski abgelöst und im Angriff waren Otmar Ludwig und Gerhard Pankotsch die Torgaranten. Im zweiten Jahr in der 2. Bundesliga, 1975/76, gehörte Homburg der Tabellenspitze an und belegte hinter Meister 1. FC Saarbrücken und dem Vize 1. FC Nürnberg den dritten Rang. Mit dem linken Außenverteidiger Horst Ehrmantraut bildete Müller vor Torhüter Gregor Quasten eines der besten Offensivverteidigerpaare der Zweiten Liga und mit Manfred Lenz und Harald Diener standen torgefährliche Angreifer zur Verfügung. Im DFB-Pokal 1976 waren Müller und Kollegen mit Siegen über Union Solingen, Hannover 96, SV Waldhof und Darmstadt 98 in das Viertelfinale eingezogen. Am 3. April 1976 setzte sich der spätere Cup-Sieger Hamburger SV – Rudi Kargus, Manfred Kaltz, Horst Blankenburg, Peter Nogly, Peter Hidien, Ole Björnmose, Klaus Zaczyk, Willi Reimann – vor 20.000 Zuschauern knapp mit 2:1 Toren durch. In der folgenden Saison, 1976/77, war Albert Müller in allen 38 Rundenspielen im Einsatz und belegte mit dem FCH den vierten Rang. Im Waldstadion schaffte Homburg die Bilanz von 36:2 Punkten und konnte durch die negative Bilanz in den Auswärtsspielen von 13:25 Zählern die realistischen Aufstiegsträume nicht verwirklichen. In seiner vierten Zweitligarunde, 1977/78, erreichte Albert Müller mit Homburg zum zweiten Mal den dritten Rang und absolvierte dabei 36 Ligaspiele. Jetzt stand in der Defensive neben dem Spielführer auch Gerd Schwickert auf dem Platz. Am 15. Oktober 1977 gelang in der 3. Hauptrunde die Sensation im DFB-Pokal. Homburg bezwang vor 20.000 Zuschauern den FC Bayern München mit 3:1 Toren.
Ein Meniskusschaden beendete 1978/79 seine Spielerkarriere. Albert Müller absolvierte am 17. September 1978 beim 2:1-Auswärtserfolg beim 1. FC Saarbrücken sein letztes Zweitligaspiel. In der Abwehr formierte sich dabei der FCH mit Gregor Quasten im Tor und in der Viererkette trat Homburg mit Müller, Walter Gruler, Gerd Schwickert und Horst Ehrmantraut an.
Sein größter Erfolg war zweimal der dritte Platz (1976 und 1978) beim FC 08 Homburg. Insgesamt stehen für Müller in der 2. Fußball-Bundesliga 156 Spiele mit vier Toren in der Bilanz.

### Als Trainer
Bei seinem Verein FC Homburg übte der Diplomsportlehrer mit kurzen Unterbrechungen vom 25. März 1981 bis zum 30. Juni 1985 das Traineramt in der Ligamannschaft aus. In dieser Zeit errang der FCH 1982 und 1984 die Meisterschaft in der Amateuroberliga Südwest und kehrte 1984 wieder in die 2. Bundesliga zurück. Dort erreichte Müller 1984/85 mit den Grün-Weißen den Klassenerhalt.
1983 konnte Müller als Cheftrainer die deutsche Amateur-Meisterschaft mit dem FCH feiern. Im Finale wurden die Amateure des FC Bayern München mit 2:0 nach Verlängerung bezwungen.
Danach trainierte er hauptsächlich die A-Jugend des FC 08 Homburg.

## Privates
Müller war als Diplomsportlehrer am Homburger Gymnasium Johanneum angestellt, ist verheiratet und hat einen Sohn und zwei Töchter.